# Notte di peccato (film 1920)
Notte di peccato (A Lady in Love) è un film muto del 1920 diretto da Walter Edwards.

## Trama
Barbara Martin, un'ingenua ragazza appena uscita di convento, scappa per sposarsi con Barton Sedgewick, il fratello del suo tutore. Scoprendo, però, subito dopo le nozze che Barton ha già una moglie e un figlio. Il mascalzone pianta in asso entrambe le mogli e Barbara decide allora di affidarsi a George, il tutore. Sedgewick le consiglia di chiedere immediatamente il divorzio ma Barbara non si decide ad agire. Solo quando incontra John Brent, innamorandosene, prende la decisione di chiudere con Barton. George è incaricato di occuparsi delle pratiche ma Barbara viene presa dal panico nello scoprire che l'avvocato di George non è altri che Brent. La ragazza teme che Brent scopra che lei è già sposata. Ma il problema si risolve quando Barbara riesce a mettere le mani su alcuni documenti che provano che il primo matrimonio di Barton è ancora valido e che il suo, invece, non ha valore legale. Libera, può così sposarsi con Brent.

## Produzione
Il film fu prodotto dalla Famous Players-Lasky Corporation.

## Distribuzione
Distribuito dalla Paramount-Artcraft Pictures, il film - presentato da Jesse L. Lasky - uscì nelle sale cinematografiche USA il 30 maggio 1920.